# 米科拉伊夫卡乡级市镇 (苏梅州)
米科拉伊夫卡乡级市镇（烏克蘭語：Миколаївська сільська громада），是乌克兰东北部蘇梅州蘇梅區的乡级市镇，行政中心为米科拉伊夫卡村。市镇面积为158.88平方公里，2018年人口数量为4,352人。该市镇成立于2016年8月12日。

## 居民点
该市镇包括26个居民点：25个村庄和1个乡村居民点。